# Шелехов, Иван Иванович
Иван Иванович Шелехов (конец XVIII века — 1855) — русский издатель, переводчик литературы для детей. Действительный статский советник.

## Биография
Воспитывался и получил образование в Благородном пансионе Московского университета; 22 марта 1809 года поступил на службу.
К самому началу служебной деятельности и относятся все его занятия литературой. Так, в это время им были напечатаны «Советы старца, нравоучительная книга для детей», перевод сочинения И. Г. Кампе — с немецкого напечатано у В. С. Сопикова, с французского — у А. Ф. Смирдина ( М., 1808). Им были изданы также в Петербурге пять книжек «Журнала для сердца и ума на 1810 год».
Впоследствии государственная служба полностью поглотила всю деятельность Шелехова. В 1842 году он был начальником 1-го отделения канцелярии министра Государственных имуществ, а в 1845 году занимал должность вице-директора 2-го департамента Государственных имуществ в чине действительного статского советника (произведён 17 апреля 1842 года). В должности директора этого департамента он и скончался в начале декабря 1855 года.